# (38855) 2000 SY81
2000 SY81 (asteroide 38855) é um asteroide da cintura principal. Possui uma excentricidade de 0.06445920 e uma inclinação de 4.61548º.
Este asteroide foi descoberto no dia 24 de setembro de 2000 por LINEAR em Socorro.